# لي تسونتونغ
لي تسونتونغ مواليد 11 أبريل 1916 - الوفاة 2017، هو لاعب كرة سلة صيني. مثّل منتخب بلاده. شارك في دورة الألعاب الأولمبية الصيفية سنة 1948.

## روابط خارجية
- لي تسونتونغ على موقع الاتحاد الدولي لكرة السلة (الإنجليزية)
- لي تسونتونغ على موقع سبورتس رفرنس (الإنجليزية)
- لي تسونتونغ على موقع أوليمبيديا (الإنجليزية)